# Kolejka łańcuchowa
Kolejka łańcuchowa – urządzenie transportowe, stosowane w kopalniach głębinowych.

## Konstrukcja
Kolejka łańcuchowa posiada konstrukcję nośną wyposażoną w szyny, po których przetaczane są wozy kopalniane z urobkiem. 
Urządzenie posiada dwa dwunitkowe, przegubowe łańcuchy napędowe ("łańcuch bez końca"), przebiegające w pionowych płaszczyznach między dwiema parami kół łańcuchowych. Łańcuchy napędowe są wprawiane w ruch za pomocą kół łańcuchowych, napędzanych poprzez przekładnię zębatą silnikiem elektrycznym. 

## Zasada działania
Na łańcuchach są osadzone zabieraki, które zahaczając o osie wozów, powodują ich popychanie i przetaczanie.

## Rodzaje kolejek łańcuchowych
Rozróżnia się:
- kolejki łańcuchowe z górnym łańcuchem,
- kolejki łańcuchowe z dolnym łańcuchem.